# Svanholm dagbog del I og II
|  | Denne artikel er oprettet af botten PalnaBot ud fra en ekstern database. Den kan derfor have sproglige fejl eller mangler. Denne skabelon kan fjernes efter kontrol af indholdet. |

Svanholm dagbog del I og II er en film instrueret af Bjørn Tving Stauning efter eget manuskript.

## Handling
Livets gang i Svanholm Storkollektiv (på det tidligere Svanholm Gods) i perioden 1981-94 er skildret af en 'anonym' dagbogsskriver. Vægten er lagt på det økologiske landbrug, men årets højtider er centrale i filmen. Det er især på det menneskelige plan, vi følger tilpasningen til naturens kredsløb. Den menneskelige trivsel er også en del af en økologisk cyklus. Filmens ramme er årets gang fra forår til forår.